# Omalus tibetanus
Omalus tibetanus (лат. ) — вид ос-блестянок рода Omalus из подсемейства Chrysidinae (триба Elampini). Китай (Тибет, Chayu, Cibagou,  28°55'0.59"N, 97°27'2.22"E, 3200 м).

## Описание
Мелкие осы-блестянки с коротким и широким телом (4,5 мм). Длина передних крыльев 3,9 мм. Основная окраска сине-зелёная, лапки коричневые (усики чёрные, скапус и лицо зелёные). Пунктировка груди не глубокая. Жгутик усика посредине не утолщенный. Жвалы трёхзубчатые. Коготки с 3 зубцами. Задний край третьего тергита брюшка с вырезкой. Брюшко блестящее. Гнездовые паразиты одиночных ос и пчёл.